# Ellipsoptera hirtilabris
Ellipsoptera hirtilabris is een keversoort uit de familie van de loopkevers (Carabidae). De wetenschappelijke naam van de soort is voor het eerst geldig gepubliceerd in 1875 door LeConte.
De soort komt voor in Florida, Georgia en North Carolina in de Verenigde Staten.